# Kępica
Kępica – osada w Polsce położona w województwie zachodniopomorskim, w powiecie kamieńskim, w gminie Świerzno.
W latach 1975–1998 miejscowość administracyjnie należała do województwa szczecińskiego.

## Zabytki
- Dwuskrzydłowy dwór z pocz. XX wieku o cechach neoklasycystycznych, z ryzalitem w głównym skrzydle[4].